# Ostra Moghila, Stara Zagora
Ostra Moghila (în bulgară Остра Могила) este un sat în comuna Stara Zagora, regiunea Stara Zagora,  Bulgaria. 

## Demografie
Componența etnică a satului Ostra Moghila
     Bulgari (93,79%)
     Nicio identificare (6,2%)
     Altele (0%)
La recensământul din 2011, populația satului Ostra Moghila era de 145 locuitori. Din punct de vedere etnic, majoritatea locuitorilor (93,79%) erau bulgari. Pentru 6,2% din locuitori nu este cunoscută apartenența etnică.